# Pierre-André Cousin
Pour les articles homonymes, voir Cousin.
Pierre-André Cousin, né le 14 janvier 1956 à Brest, est un peintre, illustrateur et graphiste français.

## Biographie
Étudiant en architecture au milieu des années 1970, Pierre-André Cousin ne peut exercer ce métier pour des raisons de santé ; il est néanmoins diplômé par le gouvernement de l'École d'architecture de Nancy en 1984. Il se tourne vers la communication et la publicité dans une agence de Rennes.
Au début des années 1980, il réalise deux affiches pour le Bol d'or de 1981 et le Festival du cinéma américain de Deauville de 1983 et 1984. Avec son épouse, ils se mettent à leur compte en 1985 et débutent en sous-traitant la finition des projets d'agences avant de devenir graphistes au service de la communication d'entreprises.
À la suite de l'illustration du livre le Grand Livre des phares au début des années 2000, le Service national des timbres-poste et de la philatélie lui confie la réalisation de timbres-poste sur le phare de Ouistreham, émis le 2 novembre 2004, puis sur Berlin en 2005.

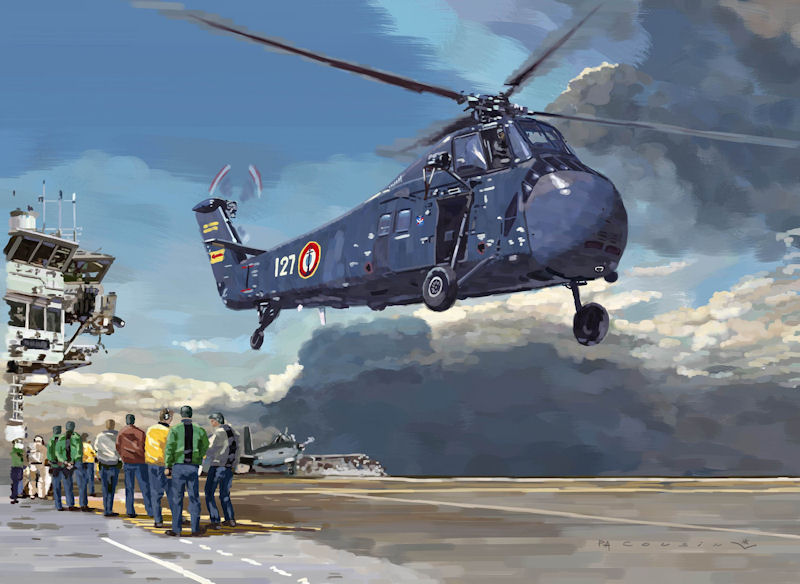
Décollage du P.A. Clémenceau d'un HSS de la 33F

Pierre-André Cousin est nommé peintre officiel de l'Air en 2009, domaine pour lequel il a réalisé des affiches, dessins d'illustrations et timbres-poste. Il crée ainsi en 2008 le logotype et la livrée des appareils de la patrouille Breitling et le timbre de la patrouille de France.
Pour ses réalisations personnelles, il peint à l'huile des détails d'architecture de pays méditerranéens et des vaches.
Il réalise depuis 2005 les visuels des manifestations organisées par l'Aéroclub Rennes Ille-et-Vilaine (Rennes Airshow, Aéroforum).
Enfin il réalise aussi des tableaux sur commande comme ci-contre : décollage du porte-avions Clémenceau d'un hélicoptère de la flottille 33F dans les années 1970.

## Publications

### Livre illustré
- Avec François Bertin, Le Grand Livre des phares. La Bretagne, Éd. Ouest-France, mai 2001  (ISBN 2-7373-2886-1).

### Timbre de France
- Phare de Ouistreham, 2 novembre 2004.
- Bloc Capitales européennes : Berlin, quatre huiles sur toile mises en page par Valérie Besser, 29 août 2005.
- Aviation sans frontières, 9 octobre 2006.
- Bloc Les phares, série « Le Coin du collectionneur », six timbres gravés par Claude Jumelet, 12 novembre 2007.
- Le cirque à travers le temps, six timbres, 23 juin 2009.
- La Patrouille de France, 15 septembre 2008.
- Premier vol État d'Israël-France, émission conjointe France-Israël, deux timbres, 10 novembre 2008.
- Feuillet Le chocolat, dix timbres, 25 mai 2009.
- Timbre Caroline Aigle, Poste aérienne[4].